# Spencer Compton
Sir Spencer Compton, Wilmington első grófja (Warwickshire, 1674 – London, 1743. július 2.) brit államférfi, miniszterelnök, a Térdszalagrend lovagja, királyi titkos tanácsos. A whig párt képviseletében 1715-től haláláig kormánytag volt, 1742-től 1743-ig pedig a kormány névleges feje, bár a valódi irányítás Lord John Carteret, az északi ügyek minisztere kezében volt.

## Életrajz
Spencer, James Compton harmadik fia a londoni St Paul's Schoolban és az oxfordi Trinity College-ban folytatta tanulmányait, majd a Middle Temple jogászkamara tagja lett. Először 1698-ban választották a Képviselőház tagjává, a suffolki Eye képviseletében. Bár családja tory elkötelezettségű volt, ám ő egy bátyjával való vita után a whigek felé fordult. A Parlamentben hamarosan a párt meghatározó alakja lett, és együttműködésre lépett Robert Walpole-lal, a későbbi (nem hivatalos) miniszterelnökkel, amely több mint negyven évig tartott.
1707-ben a királyi járadékok és jutalmak folyósításáért felelős miniszterré nevezték ki. Ezt a tisztét hat évig megtartotta annak ellenére, hogy 1710-ben elhagyta a Parlamentet, amikor ellentétbe került támogatójával, Lord Charles Cornwallis-szal, és amikor a whigek választási veresége nyomán tory kormány alakult. 1713-ban tért vissza a Képviselőházba, East Grinstead képviseletében, és amikor a whigek 1715 átvették a kormányzást, reménykedve tekintett egy jelentős hivatalba való kinevezés elébe, de vágyai nem váltak valóra. Ehelyett a walesi herceg (a későbbi II. György) kincstárnoka lett, majd rövidesen egyhangúlag a Képviselőház vezetőjévé választották. E tisztét 1715-től 1727-ig viselte. 1716-ban tagja lett a Királyi Titkos Tanácsnak. A whig pártban 1717-ben bekövetkezett szakadás ellenére a Képviselőház vezetője maradt, bár a Walpole-Townshend szövetség támogatójaként ellenzékbe került a (szintén whig) kormánnyal szemben. Amikor a szakadás 1720-ban véget ért, továbbra is megőrizte pozícióját.
Comptont fegyelmezetlen vezetőnek tartották, egy ízben például azt vetette oda egy képviselőnek, aki tiltakozott nála, amiért félbeszakították: „Nem, uram, önnek joga van beszélni, a Háznak viszont joga van eldönteni, meghallgatja-e.”
Amikor Walpole 1721-ben a kormány vezető tagja lett, találgatások kaptak lábra Compton jövőjét illetően I. György halála esetére, mivel fia, aki inkább Comptont támogatta, kijelentette, hogy leváltaná Walpole-t, és őt tenné a helyére. Ennek elkerülése érdekében Walpole arra törekedett, hogy Comptont a kormányzat perifériáján tartsa, bár 1722 és 1730 között magas tisztséget viselt a kincstárnál. 1725-ben Compton Főpecsétőrként tagja lett a kormánynak, és a Fürdő Lovagjává ütötték. 1727-ben, trónra kerülésekor II. György megkísérelte véghezvinni a vezetésben a megígért változtatást, ám Compton nem érezte késznek magát a feladatra, és, ami fő, nem tudott versenyre kelni a Walpole által a király felé tett engedményekkel. Egy hármójuk között zajlott találkozón kijelentette, hogy nem kész a kormányzásra. Gyűlölte Walpole-t a megszégyenítéséért.
Annak érdekében, hogy eltávolítsa a Képviselőházból, Walpole 1728-ban a Wilmington bárója, majd két évvel később a Wilmington grófja és a Pevensey őrgrófja címet adományozta neki, és kinevezte a Királyi Titkos Tanács elnökévé. Egyre közelebbi kapcsolatba került a Walpole-lal elégedetlen whigekkel, ám a Parlamentben jobbára továbbra is a kormány hivatalos politikáját képviselte. Ám 1733-ban, a Walpole adóreformterve miatt kirobbant válság idején üres szólamnak bizonyult a lemondással való fenyegetőzése, amikor hagyta magát megvásárolni a Térdszalagrend ígéretével, amit végül meg is kapott. 1742-ig a Titkos Tanács elnöke maradt.
1739-ben részt vett egy lelencház alapításában. 1742 januárjában követte Walpole-t a Kincstár Első Lordja tisztségében, és a kormány névleges feje lett, bár azt ténylegesen Lord Carteret uralta. Wilmington egészsége ekkorra megromlott, és egyes kinevezésekről megkérdezése nélkül döntöttek. Haláláig hivatalban maradt, amikor Henry Pelham, a hadsereg finanszírozásáért felelős miniszter követte. Sosem nősült meg, gyermekei nem voltak, így címei halálával kihaltak.
A delaware-i Wilmington és az észak-karolinai Wilmington egyaránt az ő tiszteletére kapta a nevét.

## Fordítás
- Ez a szócikk részben vagy egészben  a   Spencer Compton, 1st Earl of Wilmington című angol Wikipédia-szócikk ezen változatának fordításán alapul.  Az eredeti cikk szerkesztőit annak laptörténete sorolja fel. Ez a jelzés csupán a megfogalmazás eredetét és a szerzői jogokat jelzi, nem szolgál a cikkben szereplő információk forrásmegjelöléseként.

| Elődje: Robert Walpole | Az Egyesült Királyság miniszterelnöke 1742 – 1743 | Utódja: Henry Pelham |